# Francisco Portillo (calciatore 1990)
Francisco Portillo Soler (Malaga, 13 giugno 1990) è un calciatore spagnolo, centrocampista svincolato.

## Carriera
Esordisce nel professionismo con la squadra B del Málaga Club de Fútbol con cui ottiene dal 2008 al 2009 78 presenze e 5 gol in campionato. Passa poi nel 2009 in prima squadra con la quale fino al 2015 ottiene altre 64 presenze e 4 gol nel campionato spagnolo.
Nell'estate del 2015 passa al Real Betis Balompié.

## Statistiche

### Presenze e reti nei club
Statistiche aggiornate al 7 luglio 2023.
| Stagione        | Squadra         | Campionato      | Campionato | Campionato | Coppe nazionali | Coppe nazionali | Coppe nazionali | Coppe continentali | Coppe continentali | Coppe continentali | Altre coppe | Altre coppe | Altre coppe | Totale | Totale |
| Stagione        | Squadra         | Comp            | Pres       | Reti       | Comp            | Pres            | Reti            | Comp               | Pres               | Reti               | Comp        | Pres        | Reti        | Pres   | Reti   |
| --------------- | --------------- | --------------- | ---------- | ---------- | --------------- | --------------- | --------------- | ------------------ | ------------------ | ------------------ | ----------- | ----------- | ----------- | ------ | ------ |
| 2009-2010       | Málaga          | PD              | 1          | 0          | CR              | -               | -               | -                  | -                  | -                  | -           | -           | -           | 1      | 0      |
| 2010-2011       | Málaga          | PD              | 17         | 0          | CR              | 3               | 0               | -                  | -                  | -                  | -           | -           | -           | 20     | 0      |
| 2011-2012       | Málaga          | PD              | 2          | 0          | CR              | 1               | 0               | -                  | -                  | -                  | -           | -           | -           | 3      | 0      |
| 2012-2013       | Málaga          | PD              | 27         | 2          | CR              | 3               | 1               | UCL                | 8                  | 0                  | -           | -           | -           | 38     | 3      |
| 2013-2014       | Málaga          | PD              | 25         | 3          | CR              | 2               | 0               | -                  | -                  | -                  | -           | -           | -           | 27     | 3      |
| 2014-gen.2015   | Málaga          | PD              | 0          | 0          | CR              | 2               | 0               | -                  | -                  | -                  | -           | -           | -           | 2      | 0      |
| Totale Malaga   | Totale Malaga   | Totale Malaga   | 72         | 5          |                 | 11              | 1               |                    | 8                  | 0                  |             | -           | -           | 91     | 6      |
| gen.-giu.2015   | Betis           | SD              | 21         | 0          | CR              | 0               | 0               | -                  | -                  | -                  | -           | -           | -           | 21     | 0      |
| 2015-2016       | Betis           | PD              | 19         | 0          | CR              | 4               | 0               | -                  | -                  | -                  | -           | -           | -           | 23     | 0      |
| Totale Betis    | Totale Betis    | Totale Betis    | 40         | 0          |                 | 4               | 0               |                    |                    |                    |             | -           | -           | 44     | 0      |
| 2016-2017       | Getafe          | SD              | 33+4       | 4+0        | CR              | 1               | 0               | -                  | -                  | -                  | -           | -           | -           | 38     | 4      |
| 2017-2018       | Getafe          | PD              | 33         | 2          | CR              | 2               | 0               | -                  | -                  | -                  | -           | -           | -           | 35     | 2      |
| 2018-2019       | Getafe          | PD              | 32         | 1          | CR              | 5               | 1               | -                  | -                  | -                  | -           | -           | -           | 37     | 2      |
| 2019-2020       | Getafe          | PD              | 16         | 0          | CR              | 1               | 0               | UEL                | 6                  | 0                  | -           | -           | -           | 23     | 0      |
| 2020-2021       | Getafe          | PD              | 16         | 0          | CR              | 2               | 0               | -                  | -                  | -                  | -           | -           | -           | 18     | 0      |
| Totale Getafe   | Totale Getafe   | Totale Getafe   | 130+4      | 7          |                 | 11              | 1               |                    | 6                  | 0                  |             | -           | -           | 151    | 8      |
| 2021-2022       | Almería         | SD              | 39         | 3          | CR              | 1               | 0               | -                  | -                  | -                  | -           | -           | -           | 40     | 3      |
| 2022-2023       | Almería         | PD              | 27         | 2          | CR              | 1               | 0               | -                  | -                  | -                  | -           | -           | -           | 28     | 2      |
| Totale Almeria  | Totale Almeria  | Totale Almeria  | 66         | 5          |                 | 2               | 0               |                    |                    |                    |             | -           | -           | 68     | 5      |
| Totale carriera | Totale carriera | Totale carriera | 308+4      | 17         |                 | 28              | 2               |                    | 14                 | 0                  |             | -           | -           | 354    | 19     |

## Palmarès

### Competizioni nazionali
- Segunda División: 1

Almería: 2021-2022